# Richard Abbot
Richard Abbot (ur. 1818, zm. 15 lipca 1904) – poeta angielski. Pracował jako pasterz w majątku ziemskim ojca, był robotnikiem przy budowie kolei w Szkocji, później został kierownikiem kamieniołomów w Forcett.